# چلیک آمونتیلادو
چلیک آمونتیلادو (به انگلیسی: The Cask of Amontillado) نام داستان کوتاهی در سبک وحشت از نویسندهٔ آمریکایی ادگار آلن پو است که آن را در ۱۸۴۶ نوشته است. این داستان که در فارسی با نام‌های «بشکهٔ آمونتیلادو» و «صندوق آمونتیلادو» نیز شناخته می‌شود روایتگر داستان مردی است که برای انتقام گرفتن از فردی که او را مورد ریشخند قرار داده است، او را به بهانهٔ چشیدن شراب آمونتیلادو (آمونتیادو) به سردابی کشانده و در میان دیوارها مدفون می‌سازد.
راوی داستان در اینجا نیز همچون داستان‌های قلب رازگو و گربه سیاه خودِ قاتل است که شیوهٔ گرفتن انتقام خویش از دشمنش را برای خواننده بیان می‌دارد.

## خلاصه طرح داستان

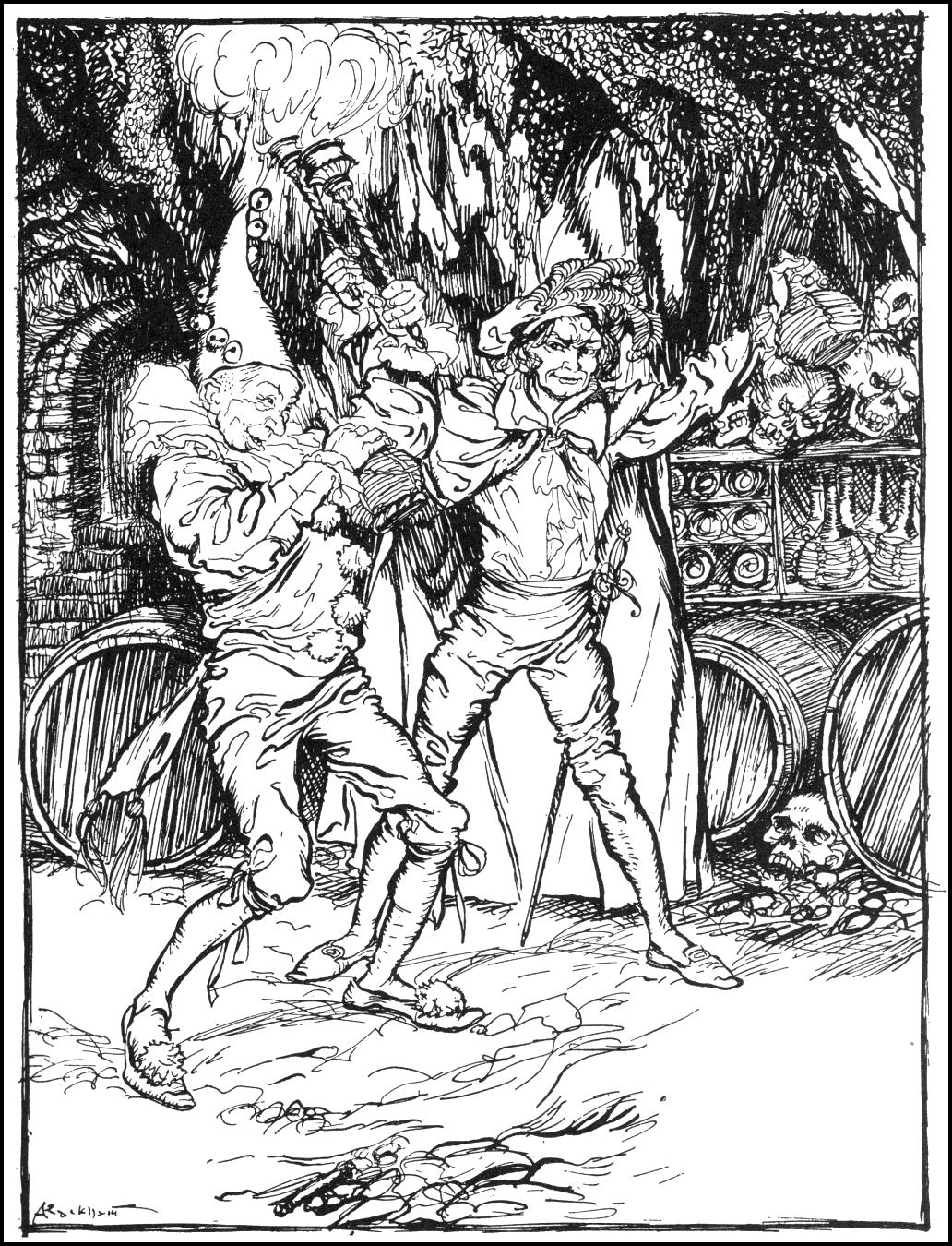
تصویرسازی آرتور رکهم از کتاب «داستان‌های رازآلود و تخیلی» اثر پو، برای داستان «چلیک آمونتیادو» نوشته ادگار آلن پو.

«مونترسر» داستان شبی را بازگو می‌کند که دوستش «فورچوناتو» را به انتقام توهینی که در داستان ذکر نشده می‌کشد.
او، به بهانه اینکه کنجکاو است در مورد اصالت صندوقی (حاوی حدود ۱۳۰ گالن یا ۴۹۲ لیتر) از شراب آمونتیادو که به تازه گی خریداری کرده است مطمئن شود فورچوناتو را به سرداب‌های زیرزمینی خانه‌اش می‌کشد و او را در قسمتی از سرداب که به سبک گورهای دسته جمعی پاریس ساخته شده است به زنجیر کشیده و سپس زنده بگور می‌کند. همچنین در آخر داستان متوجه می‌شویم که ۵۰ سال از این واقعه گذشته و هنوز کسی از حقایق با خبر نشده است.

## چند نکته قابل بررسی
-مونترسر در مورد "هزاران صدمه‌ای که فورچوناتو به او رسانده است " نمی‌دهد، در واقع نمی‌دانیم که او بیماری روانیست و قتل را از روی جنون انجام داده یا برای انجام آن دلیل مهمی داشته است. این درحالیست که مونترسر نمی‌تواند کاملاً بیمار باشد چرا که داستان را با جزئیات کامل نقل کرده است.
-فورچوناتو در داستان به عنوان خبرهٔ شراب معرفی شده و این در حالیست که خود او بارها در حین صحبت در مورد فرد دیگری که او هم در زمینه تشخیص شراب خبره است می‌گوید: " او فرق بین آمونتیادو و شری را نمی‌داند!" اما ما می‌دانیم که امونتیادو خود نوعی از شری است. فورچوناتو همین‌طور شراب فرانسوی گران‌قیمت "De Grave (دو گقو)" را در یک جرعه می‌نوشد به‌طوری‌که انگار از ارزش آن با خبر نیست.